# Oglašavanje putem internet tražilica (SEM)
Oglašavanje putem internet tražilica (eng. search engine marketing - SEM) je forma internet marketinga koja promovira web stranice oglašivača kroz pojačanu vidljivost na internet pretraživačima. Ova forma oglašavanja je izrazito korisna ako web stranice nisu optimizirane ili je zbog visoke koncentracije konkurencije na ciljanim ključnim riječima teško postići visoki rang na rezultatima pretraživanja. 
Cijena oglašavanja na internet pretraživačima se formira kroz aukciju, a ovisi o tome koliko su dobro optimizirani oglasi i stranice na koje upućuju oglasi, a potom i kolika je razina konkurencije na određenim ključnim riječima te koju su cijenu onu ponudili.
Kvalitetno ciljanje ključnih riječi je ovdje ključno s obzirom na to da cilj nije povećati samo posjećenost stranice već generirati konverzije u kupce ili klijente. Specifičnost oglašavanja ovog tipa je plaćanje po kliku što znači da trošak ne nastaje dok netko zaista ne klikne na oglas i dođe na stranicu oglašivača.